# Road Bike Philippines
Road Bike Philippines (ook Roadbike Philippines) is een Filipijnse wielerploeg. De ploeg bestaat sinds 2012. De ploeg komt uit in de Continental Circuits van de UCI. Pablito Sual is de manager van de ploeg.
In 2016 startte de ploeg voor het eerst in een wedstrijd van de buitencategorie (HC). Dit was de Ronde van Langkawi, slechts één renner zou de aankomst niet bereiken.

## Sponsornamen
(De precieze spelling varieert.)
- 2012: ?
- 2013: Team 7-Eleven Presented by Road Bike Philippines
- 2014-2015: Team 7-Eleven Road Bike Philippines
- 2016: 7-Eleven Sava RBP
- 2017: 7-Eleven Road Bike Philippines
- 2018: 7-Eleven Cliqq Road Bike Philippines
- 2019-: 7-Eleven Cliqq–Air21 by Road Bike Philippines